# Lili Kraus

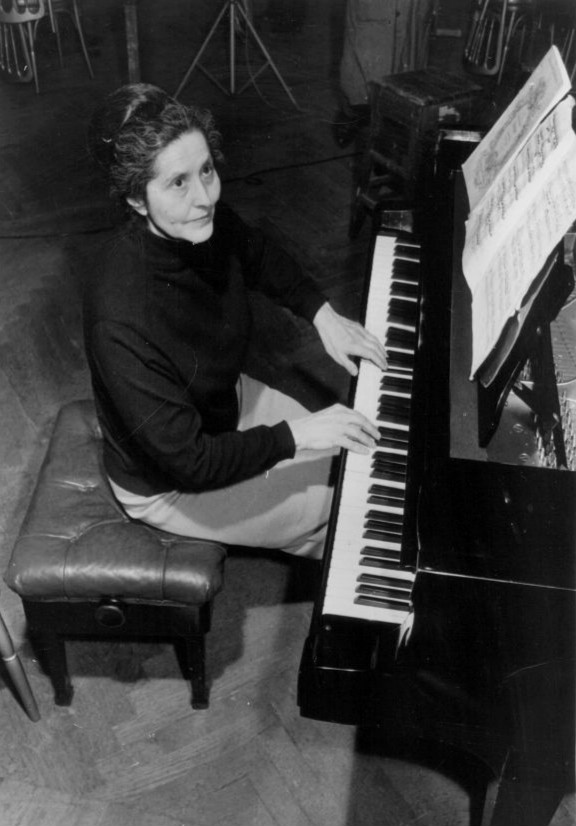
Lili Kraus (1971)

Lili Kraus, született Kraus Lili (Budapest, Terézváros, 1903. március 4. – Asheville, USA, 1986. november 6.) zongoraművész.

## Fiatalkora és tanulmányai
Kraus Viktor műköszörűs mester és Bak Irén gyermekeként született zsidó családban. Habár szegényes körülmények közé született, hatéves korára megtanult zongorázni. Tizenöt éves korában felvették a budapesti Zeneakadémiára, ahol Kodály Zoltán és Bartók Béla tanítványa volt. 1922-ben a Bécsi Zeneakadémiára került, tudását Severin Eisenberger, Theodor Leschetizky növendékeként tökéletesítette. Kortárs zenét Eduard Steuermannál tanult, aki korábban Arnold Schönberg diákja volt. Alig egy év után fejezte be a hároméves mesterkurzust. Ezután a Bécsi Zeneakadémia professzora lett, de 1930-ban felhagyott a tanítással.
Bécsben megismerkedett Otto Mandl (1889–1956) gazdag bányamérnökkel és filozófussal. Áttértek a katolikus hitre, és 1930. október 31-én házasságot kötöttek. Mandl feladta munkáját és Lili karrierjének szentelte magát. Ugyanebben az évben Berlinbe költöztek, hogy Lili részt vehessen Artur Schnabel zongorista mesterkurzusán. Itt született két gyermeke, Ruth és Michael. 1932-ben a család a Comói-tóhoz költözött, az olaszországi Tremezzoba, ahol 1938-ig éltek. 1933-ban Artur Schnabel is Tremezzoba került, ahol zeneiskolát alapított.
Az 1930-as években turnéra ment, mint szólista, s mint pedig Szymon Goldberg hegedűművész kamarazenei partnere. A brit Parlophone lemezcég számára felvették Beethoven és Mozart szonátáit 1935-ben és 1937-ben. Chopin, Haydn, Schubert és Bartók Béla is a repertoárjába tartozott. A nemzetiszocializmus elől Kraus és Goldberg Londonba menekült, és brit állampolgárok lettek, de csak egy évig maradtak ott, mielőtt továbbmentek volna Amszterdamba. Innen Kraus 1940-ben világ körüli turnéra indult, amely 1941-ben kezdődött amerikai debütálásával, San Franciscóban.

## Japán fogságban (1943–1945)
1943 júniusában Goldberghez hasonlóan őt és családját is börtönbe zárták Jakartában, miután a japánok ellenséges hollandnak tekintették. Mindkettőjüket elkülönítették családjuktól, és különböző börtönközpontokba küldték, így több mint egy évig nem tudtak egymásról. Kraus 12 másik nővel osztozott egy cellán, és kemény fizikai munkára ítélték, például latrina tisztításra, amely a kezén súlyos sérüléseket okozott. A napi ételadag két csésze rizsből és keserű gyógyteából állt. Egy japán karnagy közreműködésének köszönhetően, aki 1936-ban Tokióban hallotta őt, egy év után egy másik táborba helyezték át, és újra találkozhatott családjával. Megengedték neki, hogy ismét zongorázzon. További két év után 1945 augusztusában szabadon engedték őket. Nagyon lefogyott, testét pedig nyílt sebek és fertőzések borították. Személyes holmiját elveszítette. Később a börtönéveknek tulajdonította, hogy sok zongoraművet fejből megtanult. A kemény munka megerősítette a kezét, de az ujjai elvesztették az érzékenységüket, ezért türelmet igényelt, amíg újra tudott zongorázni.
Ausztráliában új erőt gyűjtött. Másfél év alatt több mint 120 koncertet adott Ausztráliában és Új-Zélandon. A rászoruló országok megsegítésében nyújtott szolgálatai elismeréseként Új-Zéland díszpolgárságát adott számára, illetve útlevelet, amellyel utazhatott.

## Újrakezdés 1948-ban
1948-ban Kraus készen állt karrierje második szakaszára. Visszatért Európába, és a háború után elkészítette első lemezét. 1949-ben sikerrel lépett fel New Yorkban. Ugyanebben az évben családjával Dél-Afrikába költözött, ahol 1949 és 1950 között a Fokvárosi Egyetemen tanított. A család ezután Párizsban és Bécsben élt, míg végül Nizzában telepedett le, ahol Kraus férje 1956-ban meghalt.
Az 1950-es évek Németországában nehéz volt érvényesülnie olyan zongoristák mellett, mint Wilhelm Backhaus, Edwin Fischer vagy Wilhelm Kempff, valamint értelmezési stílusaikkal, például Beethoven zongoraszonáták tekintetében. Franciaországban viszont sikerült felhívnia magára a közönség figyelmét. A Les Discophiles français lemezkiadó társaság érdeklődött az együttműködés iránt, és már az ötvenes évek elején megtervezte Krausszal a Mozart és a Haydn zongora- és kamarazenei művek teljes felvételét. Willi Boskovsky hegedűművésszel Mozart hegedűszonátáit vette fel, a zongoratriókat pedig az 1950-es évek közepén vette Willi Boskowsky és Nikolaus Hübner közreműködésével. Rövid idő alatt a Mozart-projekt zátonyra futott.
Fellépéseinek fénypontja az volt, amikor 1951. február 12-én Mohammad Reza Pahlavi iráni sah esküvőjén játszhatott a teheráni Golesztán palotában. Ő volt az első művésznő, aki fellépett a Canterburyi katedrális templomi koncertjén. Koncerteket adott az új brazil fővárosban, Brazíliavárosban, és a Salzburgi Kamarazenekarral fellépett a marokkói Mozart Fesztiválon történelmi palotákban és udvarokban.
Hosszú ideig zsűritagja volt a texasi Van Cliburn Nemzetközi Zongoraversenynek.
1965 nyarán néhány hetet Albert Schweitzernél töltött Lambarénéban, és Beethoven-játékával örvendeztette meg az idős teológust betegágyán.
1968-ban a Fort Worth-i Texas Christian University kinevezte saját művészévé; 1983-ig folyamatosan tanított ott.
Élete utolsó húsz évében lányával, Ruth-tal és vejével, Fergus Pope-pal Asheville-ben, Észak-Karolinában élt, ahol 1986-ban hunyt el.

## Jelentősége
A 20. század egyik legkiemelkedőbb Mozart-előadója volt. Az 1960-as évek végén felvett teljes zongoraszonátái ma is példaértékűnek számítanak; ahogy a zongoraversenyei is (a Stephen Simon irányította Bécsi Fesztiválzenekarral) az 1965–1966-os évekből. Korának sok zongoristájával ellentétben Kraus nem az erőteljes hangokat részesítette előnyben. Mivel soha nem kötött exkluzív szerződést lemezkiadó céggel, lemezeit sokáig nehéz volt megszerezni. Időközben azonban az 1933 és 1958 között a Parlophone, a Ducretet-Thomson és Les Discophiles Français kiadóknál készült felvételei (beleértve Mozart hegedűszonátáit és a Goldberggel közös Beethoven-felvételeit), valamint a Mozart koncertek teljes felvételei újra megjelentek CD-n.

## Fordítás
- Ez a szócikk részben vagy egészben  a   Lili Kraus című német Wikipédia-szócikk ezen változatának fordításán alapul.  Az eredeti cikk szerkesztőit annak laptörténete sorolja fel. Ez a jelzés csupán a megfogalmazás eredetét és a szerzői jogokat jelzi, nem szolgál a cikkben szereplő információk forrásmegjelöléseként.

## További irodalom
- Steve Roberson: Lili Kraus. Biography. Texas University Press, 2000.
- Alain Paris, Klassische Musik im 20. Jahrhundert, 2. Auflage, dtv, München 1995.
- Lili Kraus zongoraművész kézirata a kölni Deutschlandfunknál. (Sendung: 1990 - "Történelmi Felvételek")